# Vällvassle
Vällvassle är en ostkakeliknande restprodukt som man får då man ystar ost. När ystningen är klar slår man i ättika i vasslen då den delar sig ytterligare. Detta kan ätas med grädde, kanel, socker eller sylt. Smakar och känns ungefär som ostkaka.